# بن هولس (بازیکن فوتبال)
بن هولس (انگلیسی: Ben Hulse; ۳ اوت ۱۸۷۵ – ۳۰ مهٔ ۱۹۵۰) بازیکن فوتبال بود.
از باشگاه‌هایی که در آن بازی کرده‌است می‌توان به باشگاه فوتبال میلوال اشاره کرد.